# Speliosiro argasiformis
Speliosiro argasiformis is een hooiwagen uit de familie Pettalidae.